# دورنیه دو ۲۸
دورنیه دو ۲۸ (به انگلیسی: Dornier_Do_28) یک هواگرد از نوع نشست و برخاست کوتاه و هواگرد چندمنظوره ساخت شرکت دورنیه فلوکتسایک‌ورک در آلمان است. هواگرد دورنیه دو ۲۸ نخستین پروازش را در ۲۹ آوریل ۱۹۵۹ میلادی انجام داد.